# Joseph Marie Trịnh Như Khuê

Kardinalswappen von Joseph-Marie Trịnh Như Khuê

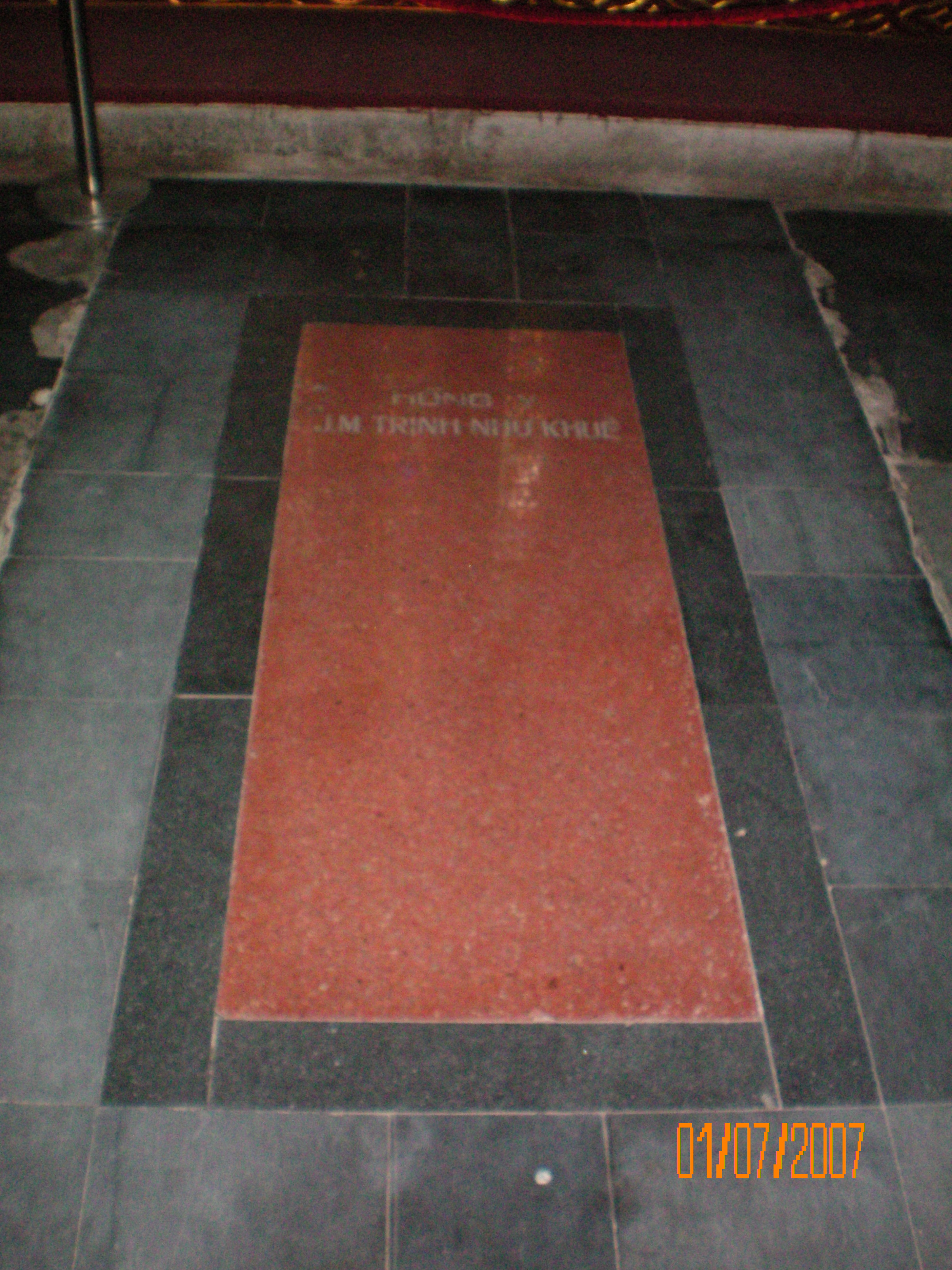
Grabplatte

Joseph Marie Kardinal Trịnh Như Khuê (* 11. Dezember 1898 in Trang-Duê, Vietnam; † 27. November 1978 in Hanoi) war ein vietnamesischer Geistlicher und Erzbischof von Hanoi.

## Leben
Joseph Marie Trịnh Như Khuê empfing nach dem Studium der Katholischen Theologie am 1. April 1933 das Sakrament der Priesterweihe und arbeitete anschließend als Gemeindeseelsorger. 
1950 ernannte ihn Papst Pius XII. zum Titularbischof von Synaus und Apostolischen Vikar von Hanoi. Die Bischofsweihe spendete ihm am 15. August 1950 Thaddée Anselme Lê Hữu Từ OCist, Titularbischof von Daphnusia und Apostolischer Vikar von Phát Diệm. Mitkonsekratoren waren Francisco Gómez de Santiago OP, Apostolischer Vikar von Hải Phòng und Pierre Marie Pham-Ngoc-Chi, Titularbischof von Sozopolis in Haemimonto und Apostolischer Vikar von Bùi Chu.
Papst Johannes XXIII. ernannte ihn 1960 zum ersten Erzbischof des neu gegründeten Erzbistums Hanoi. Joseph Marie Trịnh Như Khuê wurde 1976 von Papst Paul VI. als Kardinalpriester mit der Titelkirche San Francesco di Paola dei Calabresi in das Kardinalskollegium aufgenommen. Er nahm als ältester wahlberechtigter Kardinal an beiden Konklaven des Jahres 1978 teil und starb am 27. November desselben Jahres in Hanoi. Er wurde in der dortigen Kathedrale bestattet.